# إليجاه دوكز
إليجاه دوكز (بالإنجليزية: Elijah Dukes)‏ هو لاعب كرة قاعدة أمريكي، ولد في 26 يونيو 1984 في هومستيد في الولايات المتحدة.

## وصلات خارجية
- إليجاه دوكز على موقع دوري كرة القاعدة الرئيسي (الإنجليزية)
- إليجاه دوكز على موقعبيزبول رفرنس.كوم (الدوري الرئيسي) (الإنجليزية)
- إليجاه دوكز على موقعبيزبول رفرنس.كوم (الدوري الثانوي) (الإنجليزية)
- إليجاه دوكز على موقع إي إس بي إن.كوم (أم.أل.بي) (الإنجليزية)
- إليجاه دوكز على موقع مشجعي الرسوم البيانية (الإنجليزية)